# Desemprego conjuntural
O Desemprego conjuntural, ou desemprego cíclico, é o desemprego causado por uma crise econômica. 
Essa forma de desemprego é involuntária, As pessoas desejam trabalhar mas não encontram emprego devido ao ciclo econômico em fase depressiva.  Em decorrência desse resultado da variação cíclica da vida econômica, isto é, das épocas de expansão ou "boom" e das épocas de recessão da economia, as empresas deixam de gerar novos empregos, ou ainda, despedem funcionários. Há uma tendência secular de variações sazonais ou cíclicas que têm uma duração de aproximadamente 3 anos. 
Neste tipo de desemprego, a demissão é ocasionada, na maioria das vezes, por crises passageiras. Portanto as demissões são temporárias, uma vez que, superada a crise, os empregos são novamente ofertados. A constatação desta tendência está formalizada numa regularidade empírica, designada de lei de Okun. Esta estabelece uma relação inversa entre taxa de desemprego e os ciclos econômicos. Em períodos de recessão a taxa de desemprego aumenta e diminui em períodos de crescimento.